# Złatna niwa
Złatna niwa (bułg. Златна нива) – wieś w Bułgarii, w obwodzie Szumen, w gminie Kaspiczan. W 2024 roku liczyła 682 mieszkańców.